# Mãe-de-taoca-papuda
Mãe-de-taoca-papuda (nome científico: Rhegmatorhina hoffmannsi) é uma espécie de ave pertencente à família dos tamnofilídeos, endêmica do Brasil.
Seu nome popular em língua inglesa é "White-breasted antbird".